# Усатый, Андрей Павлович
Андрей Павлович Усатый (28 марта 1930 — ?) — бригадир колхоза «Правда» Флорештского района Молдавской ССР, Герой Социалистического Труда (23.06.1966).
Родился в с. Гура-Каменка Флорештского района в семье рабочих. Член КПСС с 1959 года.
С 1947 года работал на спиртзаводе, затем, после окончания Кугурештского УМСХ № 4, трактористом Флорештской МТС. В 1951—1952 гг. служил в Советской Армии.
С 1952 года тракторист Маркулештской МТС. С 1958 года тракторист, с 1959 года бригадир тракторной бригады колхоза «Правда» (с 1968 года колхоз им . 50-летия Октября) Флорештского района (центральная усадьба — с. Гура-Каменка). Окончил заочное отделение сельхозтехникума.
С 1976 года начальник производственного участка, в 1980-е годы главный инженер объединения по производству кормов Флорештского районного совета колхозов (Флорештского межхозяйственного объединения по производству кормов).
Работая бригадиром тракторной бригады, предложил ряд рационализаторских предложений и усовершенствований, снизивших трудоёмкость производства. Механизировал несколько операций, ранее выполнявшихся вручную. Был инициатором соревнования между участками и бригадами. Выступал за расширение применения минеральных удобрений.
За большой личный вклад в увеличение производства и заготовок пшеницы, кукурузы и других культур Указом от 23.06.1966 присвоено звание Героя Социалистического Труда.
Награждён орденами Ленина и Трудового Красного Знамени.
Депутат Верховного Совета Молдавской ССР 10-го созыва.